# Музей М. Ф. Шмырёва
Витебский областной музей Героя Советского Союза Миная Филипповича Шмырева создан в Витебске согласно распоряжению Совета Министров БССР от 1 февраля 1966 года и приказа Министерства культуры БССР от 24 марта 1966 года «Об открытии и организации мемориального музея Героя Советского Союза М. Ф. Шмырева» как городской. Решением исполнительного комитета Витебского областного Совета депутатов трудящихся от 26 декабря 1968 года городской музей преобразован в областной. Открыт 5 июля 1969 года в дни празднования 25-летия освобождения Беларуси от немецко-фашистских захватчиков в здании бывшего приюта отставных чиновников имени К. Д. Голембиовского (кон. XIX — нач. XX в.). Музеем руководили И. И. Симаньков, Н. В. Семешина. С 2002 года директор И. А. Шишкова.

## Экспозиция
Основной фонд музея (2013 год) насчитывает 8758 ед. хранения, научно-вспомогательный — 1343 ед. Музей состоит из 4 экспозиционных залов общей площадью 223 м² и выставочной площадью 39 м². Продолжением экспозиции является мемориальный парк, расположенный рядом со зданием музея. В парке установлен скульптурный бюст М. Ф. Шмырева (скульптор З. И. Азгур) макет «Рельсовая война», артиллерийские орудия, построены партизанские землянки.

## Первый зал
В музее хранятся коллекции вооружения, предметов быта, документов, изобразительного искусства, фалеристики, печатных изданий, кинофотодокументов. В 1- м зале материалы экспозиции рассказывают о детских и юношеских годах М. Ф. Шмырева, его трудовую и общественную деятельность в довоенный период, организацию партизанского движения на территории бывшего Суражского района во время Великой Отечественной войны, создание 1-й Белорусской партизанской бригады.

## Второй зал
Экспозиция 2-й зала посвящена дальнейшему расширению партизанского движения в Беларуси, созданию на базе 1-й Белорусской партизанской бригады новых партизанских формирований (бригады имени Краснознаменного Ленинского комсомола и 1 -й Витебской партизанской бригады). Здесь находятся материалы о взаимодействии партизан и летчиков 105-го отдельного гвардейского ордена Александра Невского Поневежского авиаполка, об освобождении Витебска (26.06.1944 года) в результате операции «Багратион» (23.06-29.08.1944 г.) и завершении Великой Отечественной войны.

## Третий зал
Экспозиция 3 зала рассказывает о трудовой и гражданской деятельности М. Ф. Шмырева в послевоенные годы. Здесь представлены произведения литературы и искусства, в которых нашли отражение подвиги партизанского комбрига, демонстрируется документальный фильм «Батька Минай» и художественная кинолента «Батька».

## Четвёртый зал
В экспозиции 4 зала представлен интерьер рабочего кабинета М. Ф. Шмырева с мебелью, книгами, личными вещами, охотничье снаряжение, документы и фотографии предприятий, учебных заведений, объектов, носящих имя М. Ф. Шмырева.